# Iranoleon darius
Iranoleon darius is een insect uit de familie van de mierenleeuwen (Myrmeleontidae), die tot de orde netvleugeligen (Neuroptera) behoort. 
Iranoleon darius is voor het eerst wetenschappelijk beschreven door Hölzel in 1972.